# Beata (mística)

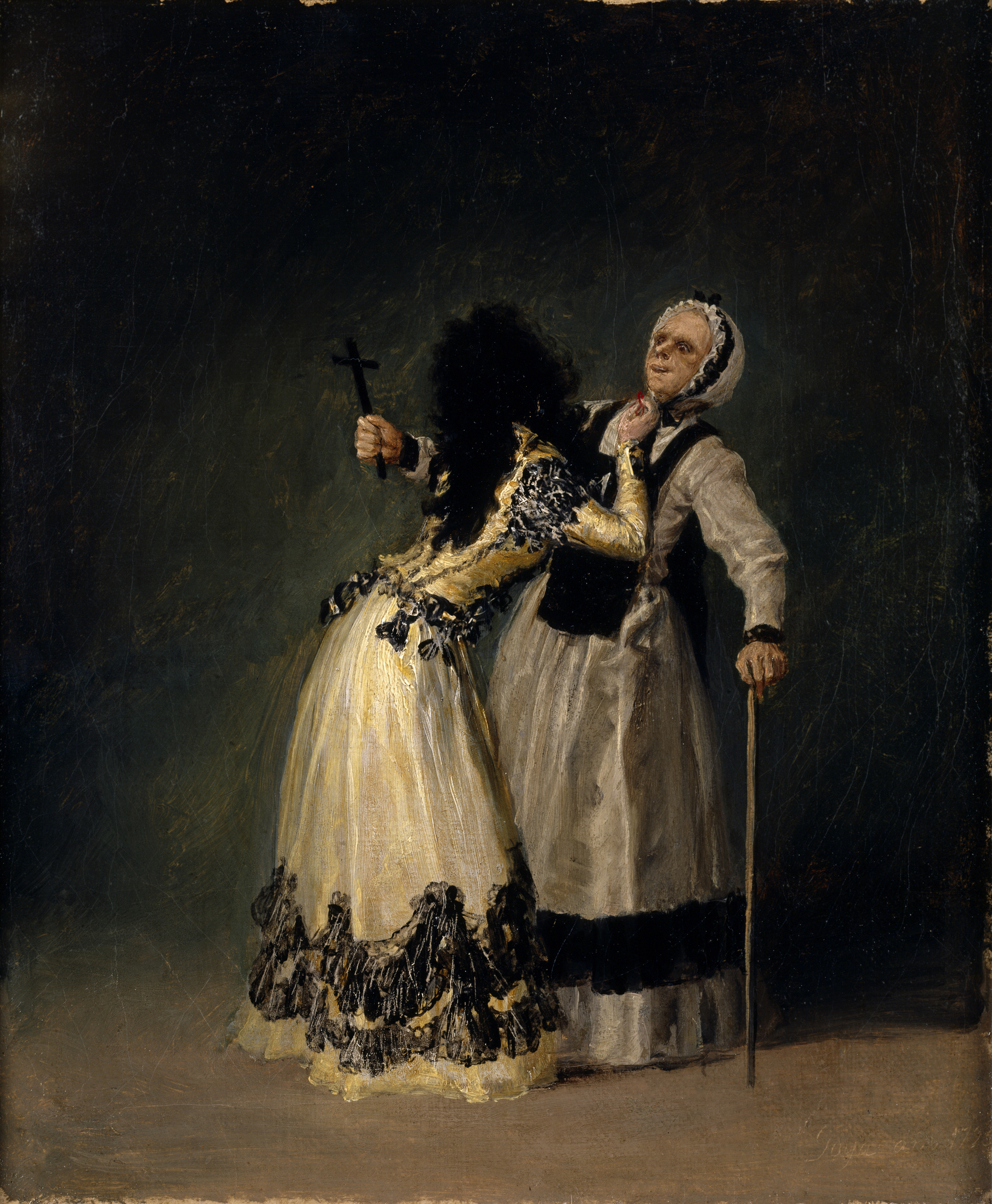
La Duquesa de Alba y la Beata, de Francisco de Goya, 1795.

Beata era la denominación que, en la Monarquía Hispánica del Antiguo Régimen, se daba a ciertas mujeres piadosas que vivían apartadas del mundo, o bien solas, o bien en beaterios, pequeñas comunidades vinculadas en ocasiones a la tercera orden franciscana o a la orden dominica. Envueltas a menudo en una aureola de santidad, gozaban de gran prestigio en los medios populares. También recibieron la protección de personajes importantes, como el cardenal Cisneros, Alonso Manrique (arzobispo de Sevilla e inquisidor general) o el duque de Alba. En el siglo XVI, el fenómeno de las beatas denominadas alumbradas se relaciona con el inicio del protestantismo español, pues en torno suyo se formaron grupos (denominados alumbrados), especialmente en algunas ciudades de Castilla, Andalucía y Extremadura.
El término, en el contexto de la sociedad tradicional, se aplicaba de forma extendida a cualquier mujer notable por su devoción y frecuentación de las iglesias; incluso a las que llevaban hábito religioso aun sin pertenecer a ninguna comunidad religiosa. También a las monjas que realizaban alguna función para su comunidad, como pedir limosna.

## Historia

### sigloXVI
Una de las primeras beatas conocidas fue sor María de San Domingo, la beata de Piedrahíta, quien recibía a mucha gente en su celda y también frecuentaba los salones del duque de Alba. Incluso fue llamada por el rey Fernando el Católico. Según Joseph Pérez, "sus arrebatos y sus revelaciones son la admiración de todos: cuando comulga, ve a Jesús en la hostia; se imagina a sí misma con un anillo al dedo, símbolo de su matrimonio místico con Jesús. A veces su conducta resulta desconcertante: muchas veces recibe por la noche, en su cama; los visitantes se sientan sobre la cama o junto a ella; se habla de bailes místicos; salen a la luz actitudes turbadoras: besos, abrazos y caricias con los que acuden a visitarla durante sus éxtasis...". Cuando es procesada por un tribunal eclesiástico, el nuncio y el cardenal Cisneros testimonian en su favor y es absuelta.
Otro caso fue el de sor Magdalena de la Cruz, abadesa del Convento de Santa Isabel de los Ángeles de Córdoba, quien afirmaba que se alimentaba sólo de hostias consagradas y entraba frecuentemente en éxtasis. La gente acudía a verla también por sus dotes visionarias. Su prestigio alcanza tal nivel que la visita el inquisidor general Alonso Manrique, la emperatriz Isabel de Portugal le envía su retrato y cuando nace su hijo, el futuro Felipe II, se depositan en su cuna las ropas que había llevado la monja. Sin embargo, en 1544 es detenida por la Inquisición y confiesa que todo era falso. El 3 de mayo de 1546 es condenada a abjurar de vehemendi y es encerrada en un convento de Andújar.
Otra beata fue sor María de la Visitación, también conocida como la monja de Lisboa, que fue famosa por sus estigmas —cinco llagas sangrantes en forma de cruz—, sus éxtasis y sus visiones. Se ganó la admiración de personajes tan importantes como fray Luis de Granada o el arzobispo de Valencia, el patriarca Juan de Ribera. Detenida por la Inquisición se demostró que todo era falso, incluidos los estigmas, que ella misma se provocaba clavándose alfileres. Fue condenada por simuladora y deportada a Brasil.

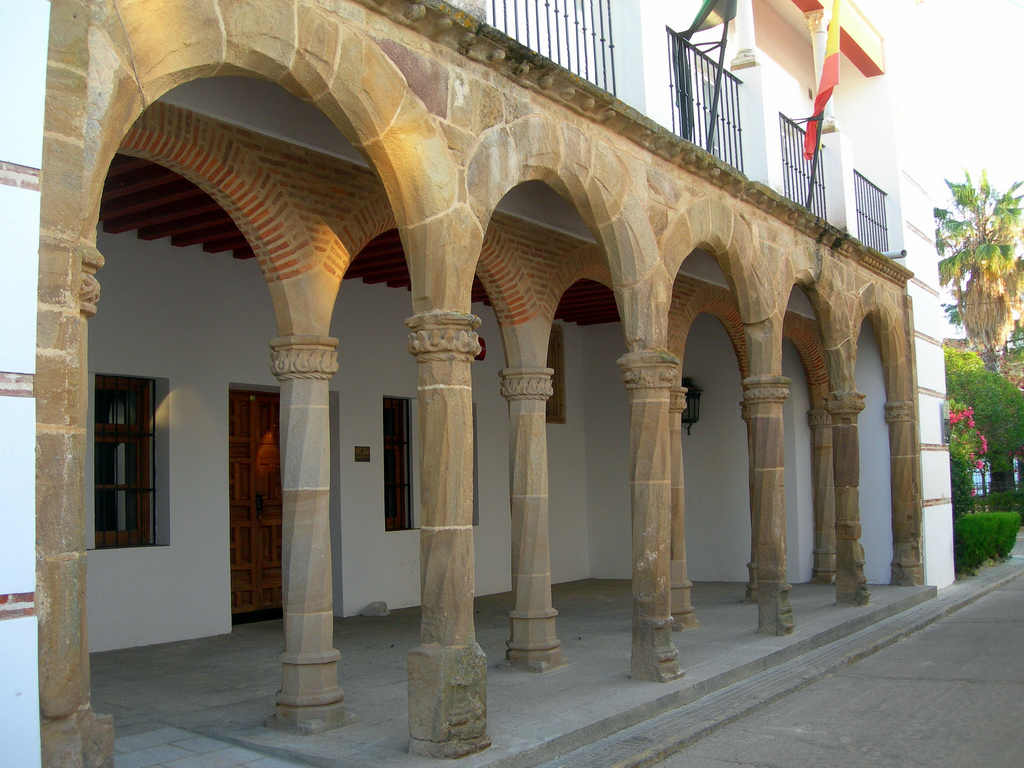
Sede de la Inquisición española en Llerena donde fueron detenidos un grupo de supuestos alumbrados que seducían a las beatas

En la segunda mitad del siglo XVI las beatas proliferaron en Andalucía y en Extremadura, y en algunas ocasiones fueron víctimas de sacerdotes y falsos alumbrados que se aprovecharon de ellas. Uno de los casos más conocidos fue el de los llamados alumbrados de Llerena, un grupo encabezado por ocho sacerdotes que iba de pueblo en pueblo seduciendo a las beatas. Fueron detenidos por la Inquisición y condenados en auto de fe celebrado en 1579. Otro caso fue el protagonizado por un cura de Jaén llamado Gaspar Lucas, quien comprobaba personalmente si sus penitentes eran vírgenes, y a las que decía cuando se acostaba con ellas que era el mejor medio de alcanzar la santidad. El 21 de enero de 1590 fue condenado a diez años de reclusión en un convento.
El movimiento de reforma carmelita emprendido por Santa Teresa de Jesús se produjo en medio de un ambiente sociocultural en el que la relajación de las comunidades monásticas convivía con los extremos piadosos y espirituales de beatas y místicas. Ella misma reflejó en sus escritos todo ello, expresando cómo se esforzaba en diferenciarse de él, o en oponerse a lo que consideraba como perversiones, como por ejemplo, su conflicto con la princesa de Éboli.

### Posteriores
En épocas posteriores surgieron en España otras religiosas con características similares, aunque ya en su mayoría en conventos como monjas de clausura, ejemplo de ello son: Sor María Jesús de Ágreda, la Beata Dolores o Sor Patrocinio. 
Un caso particularmente curioso sucedió entre finales del siglo XVII y principios del XVIII en Tenerife (Islas Canarias). Se trata del caso de Sor María Justa de Jesús, monja franciscana que fue acusada de practicar doctrinas molinistas (doctrina religiosa cristiana que intenta reconciliar la providencia de Dios con el libre albedrío humano). Esta religiosa fue famosa en su época porque presuntamente era capaz de sanar enfermos traspasando a su persona los males y enfermedades que les aquejaban, de manera similar a los chamanes en otras culturas. Fue investigada por la Santa Inquisición según los legajos de la época, siendo acusada de farsante e incluso, bruja. También se la acusó de mantener una relación inapropiada con su confesor. Sin embargo tuvo muchos defensores y la Orden Franciscana en Canarias le abrió un proceso de canonización envuelto en la polémica que tuvo que ser paralizado.